# Carlijn Schoutens
Carlijn Schoutens, née le 12 décembre 1984 à Trenton (New Jersey), est une patineuse de vitesse néerlando-américaine. 
Elle représente les États-Unis depuis 2014.

## Palmarès

### Jeux olympiques d'hiver
| Épreuve / Édition   | 500 mètres | 1 000 mètres | 1 500 mètres | 3 000 mètres | 5 000 mètres | Mass start | Poursuite par équipes               |
| JO 2018 Pyeongchang | —          | —            | —            | 22e          | 11e          | —          | Médaille de bronze, Jeux olympiques |

Légende :
- : première place, médaille d'or
- : deuxième place, médaille d'argent
- : troisième place, médaille de bronze
- : pas d'épreuve
- — : Non disputée par la patineuse
- DSQ : disqualifiée